# Macroclinium villenarum
Macroclinium villenarum är en orkidéart som beskrevs av David Edward Bennett. Macroclinium villenarum ingår i släktet Macroclinium och familjen orkidéer.
Artens utbredningsområde är Peru. Inga underarter finns listade i Catalogue of Life.